# 川の部族とサンダーズ
『川の部族とサンダーズ』（かわのぶぞくとサンダーズ、英: Sanders of the river）は、1911年に発表されたエドガー・ウォーレスの長編小説。ウォーレスのアフリカ小説の第1長編である。

## あらすじ
英領コンゴの統治に携わるサンダーズ弁務官は、川の流域に住む部族の酋長ボサンボと良好な関係を築いてきた。ところがサンダーズの留守中に、川の部族と敵対する反白人部族を率いるモフォラバが「サンダーズは死んだ」と噂を流し、ボサンボの妻リロンゴを誘拐してしまう。

## 主な登場人物
- R・G・サンダーズ - 英領コンゴに派遣された弁務官。
- ボサンボ - 川の流域に住む親白人部族をたばねる酋長。英国に留学経験があり、白人の文化や器械を導入して部族の生活を向上しようと考えている。
- リロンゴ - 酋長夫人でサンダーズや部下の英国人たちを信頼している。
- モフォラバ - 反白人部族の酋長だが、自身は英語や英国の兵器などに精通しており、悪徳白人に川の部族を奴隷として売ろうと企む。

## 特記事項
- 本作は、1935年にポール・ロブソン主演で映画化され、日本でも公開された[注 1]。
- 日本ではHMM掲載のみで単行本は出版されていない[1]。